# ۱۰۶۷ (میلادی)
۱۰۶۷ (میلادی) هزار و شصت و هفتمین سال تقویم میلادی است.

## درگذشتگان
- ۲۲ مه - کنستانتین دهم دوکاس، امپراتور بیزانس

‎